# Lillkyrka landskommun, Uppland
För andra landskommuner med detta namn, se Lillkyrka landskommun.
Lillkyrka landskommun var en tidigare kommun i Uppsala län. 

## Administrativ historik
Kommunen inrättades i Lillkyrka socken i Trögds härad i Uppland när 1862 års kommunalförordningar trädde i kraft 1863. 
Vid kommunreformen 1952 gick den upp i Södra Trögds landskommun, som 1971 uppgick i Enköpings kommun. 